# Real Time 4WD
Real Time 4WD (deutsch: Echtzeit-Allradantrieb) wurde von Honda entwickelt und bezeichnet eine Technik für den Allradbetrieb eines Autos.
Dieses Allradsystem zählt zu den sich automatisch zuschaltenden Systemen. Bei guter Traktion werden nur die Vorderräder angetrieben. Sobald diese  eine höhere Drehzahl aufweisen als die Hinterräder (z. B. beim Fahren auf Schnee oder beim Anfahren auf regennasser Straße) wird Drehmoment zu den Hinterrädern übertragen. Gleichen sich die Drehzahlen von Vorderrädern und Hinterrädern wieder an, wird die Kraftübertragung zur Hinterachse graduell wieder abgebaut.

## Premiere
Das Real Time 4WD kam 1989 erstmals in Europa auf den Markt; damals im Honda Civic Shuttle EE4 facelift, und ab 1996 im CR-V. Honda entwickelte dieses Allradsystem nicht für eine gute Geländegängigkeit der Autos, sondern um die Sicherheit der Insassen zu steigern.

## Funktion
Die wichtigsten Komponenten des Systems sind zwei in das Hinterachsgetriebe eingebaute Ölpumpen („Dual Pump“), die über einen Hydraulikkreislauf miteinander verbunden sind. Eine der Pumpen ist über die Kardanwelle mit der Vorderachse, die andere mit der Hinterachse verbunden. Diese Pumpen erzeugen einen Druck proportional zur Umdrehungszahl der jeweiligen Achse. Im Normalbetrieb (Vorderräder werden angetrieben) drehen sich Vorder- und Hinterräder annähernd gleich schnell. Dadurch arbeiten beide Pumpen mit gleicher Pumpleistung und das Hydrauliköl zirkuliert drucklos zwischen ihnen.
Falls die Vorderräder aus irgendeinem Grund eine höhere Drehzahl aufweisen als die Hinterräder, arbeitet die mit der Vorderachse verbundene Pumpe mit einer höheren Pumpleistung als die mit der Hinterachse verbundene. Weil diese Pumpe weniger Hydrauliköl wegpumpt als ihr von der anderen Pumpe zugeführt wird baut sich im Hydrauliksystem Druck auf. Dieser Druck wirkt über einen Druckzylinder auf eine Lamellenkupplung (spätere Versionen: Klauenkupplung) und schließt diese. Dadurch gelangt nun Drehmoment auf die Hinterräder. Je größer die Drehzahldifferenz zwischen Vorder- und Hinterachse, desto größer ist die an die Hinterräder übertragene Antriebskraft.
Das Real Time 4WD-System ist (durch den Gebrauch von Ventilen) so konzipiert, dass es auch bei Rückwärtsfahrt funktioniert. Je ein Überdruck- und ein Übertemperaturventil schützen das System in extremen Situationen vor Beschädigungen.
Das „Dual-Pump“-System wurde 2005 durch eine mechanische Kupplung ergänzt, die sich unverzüglich zuschaltet, falls eines der Vorderräder durchdreht. Durch diese Verbesserung konnte Honda die Fahrleistung beim Anfahren, an Steigungen und beim Beschleunigen verbessern.

## INTRAC
INTRAC steht für INnovative TRAction Control (dt.: Innovative Traktions-Kontrolle) und wurde von Honda entwickelt, da die für die Kraftübertragung genutzte Lamellenkupplung des Real Time 4WD die Wirkung des ABS verhinderte. Aus diesem Grund wurde ein Differential entwickelt, das diesen Missstand behob. Im Gehäuse des Differentials befinden sich zwei Visco-Kupplungen (für die Kraftübertragung an die Räder) und eine elektrische vom ABS kontrollierte Klauenkupplung. Die Klauenkupplung sorgt dafür, dass bei einsetzender Blockade der gebremsten Räder der Hinterradantrieb abgekuppelt wird. Damit kann das ABS seiner Tätigkeit (Verhinderung des Radblockierens) nachgehen. Jedem Hinterrad ist je eine Visco-Kupplung zugehörig, welche den Antrieb des Rades übernimmt.

## Vorkommen
Vorhanden ist Real Time 4WD in folgenden Modellen:
- Acty
- Civic Shuttle
- Civic
- CR-V
- HR-V
- Accord

## Trivia
- Mit Real Time 4WD-Systemen ausgerüstete Fahrzeuge sollten nicht mit Hilfe der Handbremse quergestellt werden (beliebter Fahrtrick z. B. auf Schnee). Wegen des Blockierens der Hinterräder schaltet sich automatisch das Allradsystem zu und arbeitet gegen die Bremskraft der Handbremse. Das darauf folgende Schließen der Lamellenkupplung kann dazu führen, dass auch die Vorderachse blockiert, was zum vollständigen Verlust der Lenkbarkeit des Fahrzeugs führt.
- Wird ein Auto mit Real Time 4WD angehoben, sodass alle Räder frei hängen, tritt die Allradautomatik in Kraft und dreht alle Räder.
- Das Gehäuse des Differentials besitzt eine Entlüftung. Durch diese Entlüftung kann es vorkommen, dass sich das Öl im Differential mit dem Wasser der Luft mischt. Wird das Real Time 4WD längere Zeit (4–5 Monate) nicht genutzt, kann es passieren, dass sich das Öl bereits soviel mit Wasser angereichert hat, dass beim Zuschalten des Allradantriebes etwa eine Sekunde lang ein so genanntes „Seehundjaulen“ zu hören ist. Hat sich das Öl mit zu viel Wasser gemischt, sollte das Hydrauliköl im Hinterachsdifferential gewechselt werden, um eventuelle Schäden zu vermeiden. Es sollte nur das spezielle „Dual Pump Fluid“ verwendet werden.